# Meroffentlighed
Meroffentlighed (også kaldet meroffentlighedsprincippet) er et juridisk begreb. Meroffentlighedsprincippet er nævnt i både forvaltningsloven § 10 og offentlighedsloven § 14. Begrebet meroffentlighed anvendes i forbindelse med afgørelse af en given persons ønske om aktindsigt i offentlige dokumenter. At give meroffentlighed betyder at give aktindsigt i noget som egentlig er undtaget aktindsigt.
Der findes flere undtagelser (interne dokumenter, straffesager, ansættelsesforhold), hvor aktindsigt kan udelukkes, men hvor forvaltningen er berettiget til at give aktindsigt, hvis forvaltningen ønsker at give aktindsigt. Som udgangspunkt skal myndigheden altid overveje at give meroffentlighed, hvis omstændighederne til det kan være særlig nærliggende, jf. offentlighedsloven § 14, stk. 1, 2. pkt. (Jf. Jon Andersen, Juristen 2003.292).
Se også ekstraheringspligten for yderligere informationer om undtaget aktindsigt, som pga. særlige regler alligevel skal udleveres.